# Malte Fliedner
Malte Fliedner ist ein deutscher Wirtschaftswissenschaftler.

## Leben
Von 1999 bis 2004 studierte er Betriebswirtschaftslehre an der Universität Hamburg. Nach dem Promotionsstudium an der Universität Hamburg (2004–2008) zum Dr. rer. pol. und der Habilitation mit der Venia Legendi für Betriebswirtschaftslehre an der FSU Jena (2008–2012) von 2012 bis 2013 war er Professor für Operations Research am Fachbereich Rechts- und Wirtschaftswissenschaften der TU Darmstadt und ist er seit 2013 Professor für Operations Management an der Fakultät für Betriebswirtschaftslehre der Universität Hamburg.

## Schriften (Auswahl)
- mit Nils Boysen und Armin Scholl: The product rate variation problem and its relevance in real world mixed-model assembly lines. Jena 2010.
- mit Nils Boysen und Armin Scholl: Production planning of mixed-model assembly lines. Overview and extensions. Jena 2010.
- mit Nils Boysen und Armin Scholl: Sequencing mixed-model assembly lines to minimize part inventory cost. Jena 2010.
- mit Nils Boysen und Armin Scholl: Sequencing mixed-model assembly lines. Survey, classification and model critique. Jena 2010.